# Matthew Gohdes
Matthew Gohdes, né le 8 mai 1990 à Rockhampton (Queensland), est un joueur australien de hockey sur gazon.

## Palmarès
- Médaille de bronze aux Jeux olympiques de Londres en 2012[1]